# Неравенство Пидо
Неравенство Пидо (также неравенство Пидо — Нойберга) — неравенство в геометрии, названное в честь Даниеля Пидо (1910—1998) и Жозефа Нойберга (1840—1926). Неравенство утверждает, что если
{\displaystyle a}, {\displaystyle b}, {\displaystyle c} и {\displaystyle a'}, {\displaystyle b'}, {\displaystyle c'} — длины сторон треугольников {\displaystyle ABC} и {\displaystyle A'B'C'}, a {\displaystyle S} и {\displaystyle S'} — их площади, тогда
{\displaystyle a^{2}(-{a'}^{2}+{b'}^{2}+{c'}^{2})+b^{2}({a'}^{2}-{b'}^{2}+{c'}^{2})+c^{2}({a'}^{2}+{b'}^{2}-{c'}^{2})\geq 16SS',}
причём равенство достигается тогда и только тогда, когда эти треугольники подобны с парами соответствующих сторон {\displaystyle (a,a')}, {\displaystyle (b,b')} и {\displaystyle (c,c')}.
Выражение слева не только симметрично для перестановок пар  {\displaystyle (a,a')}, {\displaystyle (b,b')} и {\displaystyle (c,c')}, но и (что, возможно, не так очевидно) остаётся неизменным, если поменять местами {\displaystyle a} и {\displaystyle a'},   {\displaystyle b} и {\displaystyle b'},   {\displaystyle c} и {\displaystyle c'}. Другими словами, выражение слева является симметрической функцией от пары треугольников.
Частным случаем неравенства Пидо,  в котором один из треугольников равносторонний, является неравенство Вайценбока.
Пидо обнаружил это неравенство в 1941 году и опубликовал его в нескольких статьях. Позже он узнал, что неравенство было уже известно Нойбергу в XIX веке, который, однако, не доказал, что из равенства следует подобие двух треугольников.